# Leonardus Benyamin Moerdani

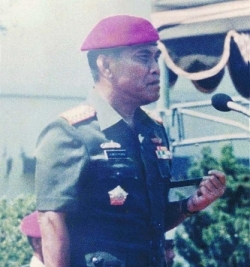
Leonardus Benyamin Moerdani

Leonardus Benyamin Moerdani (auch Murdani) (* 2. Oktober 1932 in Cepu, Zentraljava; † 29. August 2004 in Jakarta), auch Benny Moerdani genannt, war von 1983 bis 1988 Armeechef Indonesiens und von 1988 bis 1993 Verteidigungsminister im Kabinett Suharto. Er gehörte zu den wenigen Christen, die es in höchste indonesische Ämter schafften. Sein Nachfolger wurde Try Sutrisno.
Moerdani gilt als einer der Hauptplaner der indonesischen Invasion und Besetzung von Osttimor.